# 宝田村 (愛知県)
宝田村（たからだむら）は、愛知県愛知郡にあった村。現在の名古屋市港区の一部にあたる。

## 地理
堀川の下流域に位置していた。

## 歴史
- 1876年（明治9年）愛知郡熱田新田村から熱田新田東組が分立[3]。同年、愛知郡作良新田、船方新田が合併して千年村が設立[4]。
- 1889年（明治22年）10月1日、町村制の施行により、愛知郡熱田新田東組、千年村が合併して村制施行し、宝田村が発足[1][2]。旧村名を継承した熱田新田東組、千年の2大字を編成[2]。
- 1906年（明治39年）5月10日、愛知郡明徳村、寛政村と合併し、小碓村を新設して廃止された[1][2]。合併後、小碓村大字熱田新田東組・千年となる[2]。

## 産業
- 農業